# نمودار مورد کاربرد

نمودار مورد کاربرد برای نشان دادن روابط بین یک کنشگر و موردکاربردها در رستوران

نمودار کارخواست (مورد کاربرد) (انگلیسی: Use Case Diagram) یکی از نمودارهای زبان یکپارچه مدل‌سازی (زبان مدل‌سازی یکپارچه) است. این نمودار نشان‌دهنده‌ی روابط بین کنشگرها و کارخواست‌ها (موارد کاربرد) است. یک نمودار کارخواست (مورد کاربرد)، کنشگرها (کاربرهای) مختلف سیستم را در ارتباط با کارخواست‌های (موارد کاربرد) متفاوت نمایش می‌دهد.

## اجزای نمودار
- کنشگرها
- کارخواست‌ها (موارد کاربرد)
- روابط بین کارخواست‌ها و کنشگرها